# Nikos Papadopoulos (futbolista, nacido en 1990)
Nikolaos Papadopoulos, más conocido como Nikos Papadopoulos (Ática, Peloponeso, Grecia, 11 de abril de 1990), es un futbolista griego. Juega de portero y su equipo actual es el Asteras Trípoli F. C. de la Superliga de Grecia.

## Clubes
| Club                  | País     | Temporadas |
| --------------------- | -------- | ---------- |
| Olympiacos FC         | Grecia   | 2010-2012  |
| Fortuna Düsseldorf    | Alemania | 2012-2013  |
| Panionios de Atenas   | Grecia   | 2013-2016  |
| Atromitos FC          | Grecia   | 2016-2017  |
| Lamia FC              | Grecia   | 2017-2018  |
| Asteras Trípoli F. C. | Grecia   | 2018-Act.  |